# Пентас ланцетный
Пентас ланцетный (лат. Pentas lanceolata) — растение, вид рода Пентас (Pentas) семейства Мареновые (Rubiaceae). Произрастает в большей части Африки, а также в Йемене. Широко используется в качестве садового растения и часто выращивается в садах бабочек.

## Описание
Древесное многолетнее растение или полукустарник 1—2 м в высоту в естественной среде обитания. Листья эллиптические или ланцетные, тёмно-зелёные, до 15 см в длину. Многоветвистое раскидистое растение с округлыми гроздьями (щитками) звёздообразных цветков, соцветие около 10 см в диаметре. Цветки розовые, пурпурные, лиловые, реже белые.

## Культивирование
Пентас ланцетный культивируется в тропиках и всё чаще в регионах с умеренным климатом. Вид можно выращивать в помещении или как однолетнее цветущее растение на открытом воздухе. Вид быстро растёт. При выращивании в контейнерах субстрат в течение всего периода выращивания должен быть прохладным.
Размножается черенками. Цветки привлекательны для бабочек и колибри. Их часто используют в горшках, где они могут выдерживать прямые солнечные лучи и не требуют ухода даже в жарких и сухих местах.

## Галерея

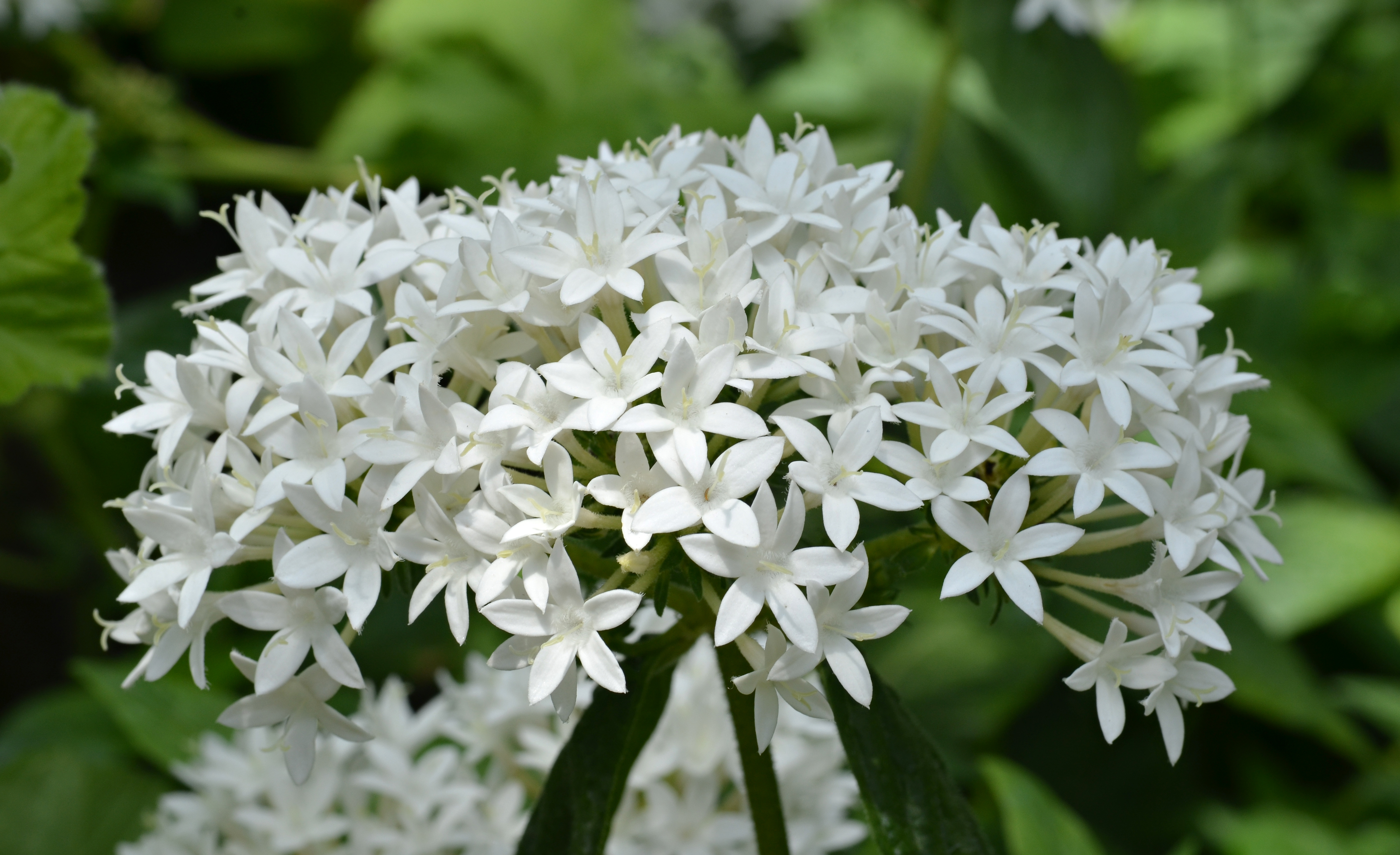
Белые цветы
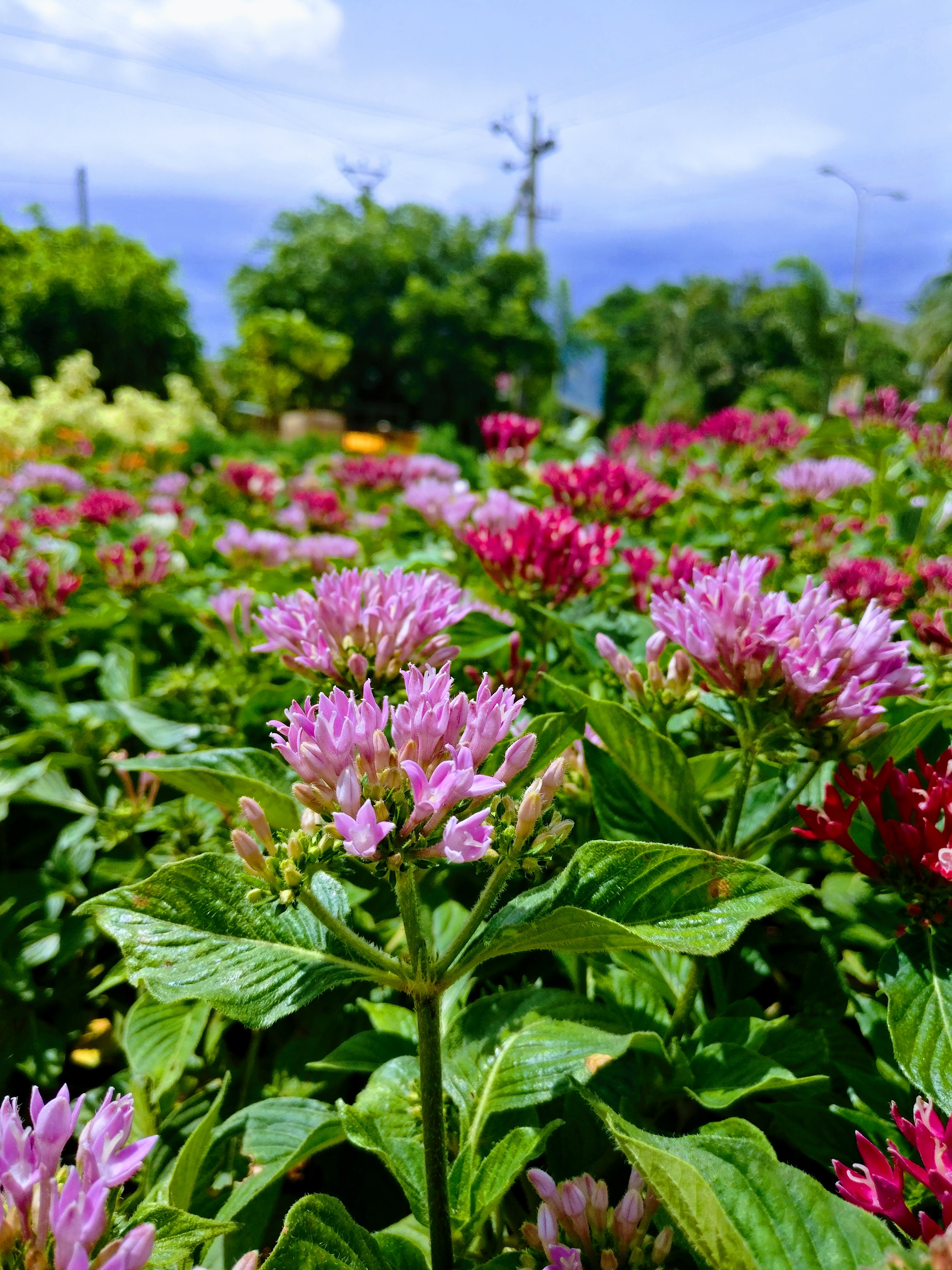
Розовые цветы
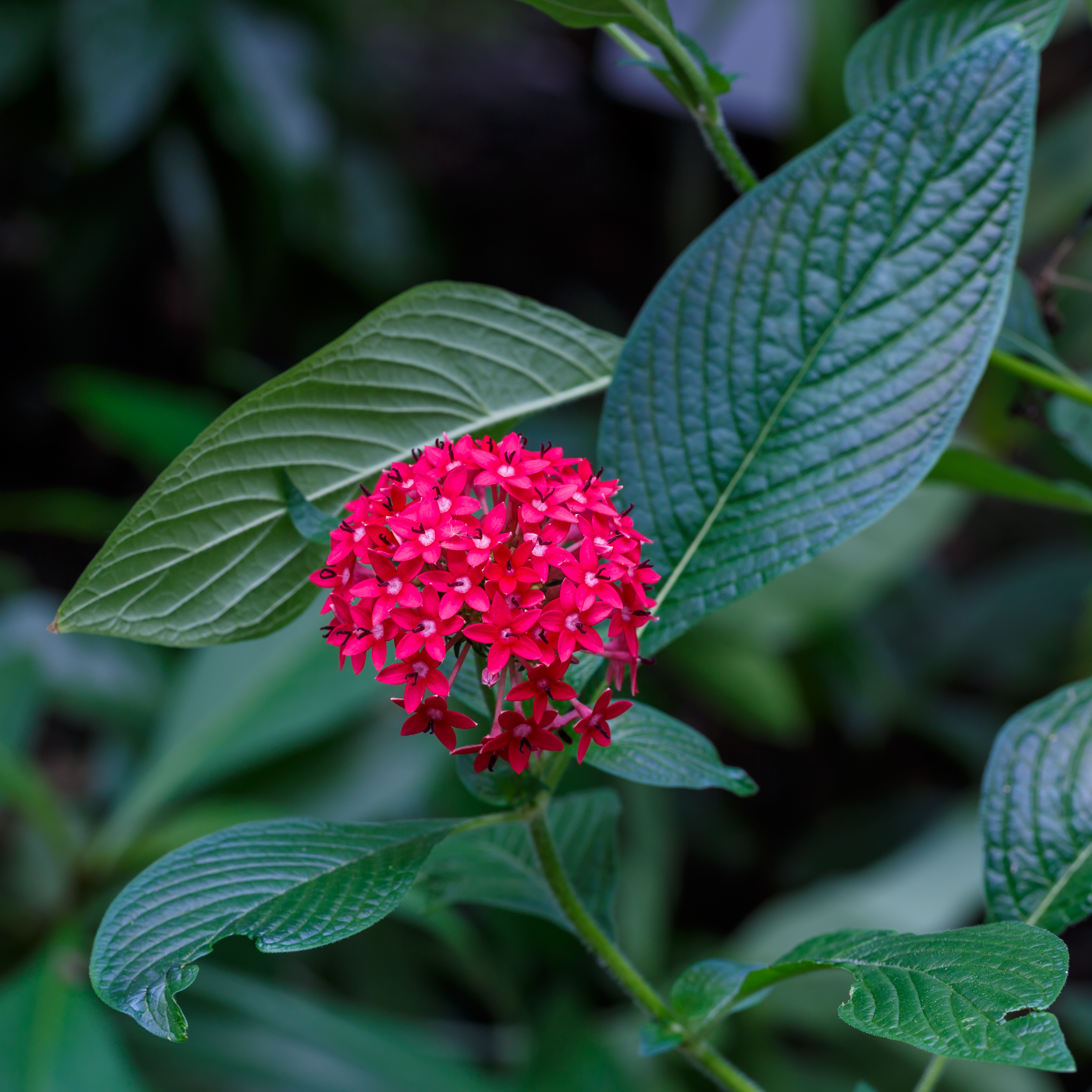
Красные цветы